# Sud (circumscripció de la Cambra de Diputats de Luxemburg)

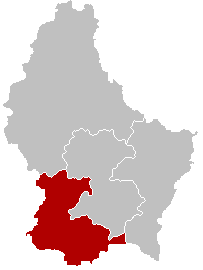
Circumscripció Sud dins de Luxemburg.

La circumscripció Sud és una circumscripció electoral per la legislatura nacional de Luxemburg, la Cambra de Diputats.
Inclou els cantons de Capellen i d'Esch-sur-Alzette, sent ambdós dins el Districte de Luxemburg. L'any 2005, el Centre tenia una població calculada de 178.256, o un 39% de la població total de Luxemburg.
Al Centre actualment s'elegeixen 23 diputats, el menor nombre de les circumscripcions luxemburgueses. Segons el sistema electoral de Luxembrug, el qual és una forma del sistema Hagenbach-Bischoff, que significa que cada votant pot votar fins a 23 candidats diferents. El vot a Luxemburg és obligatori. Aquests dos factors junts provoquen que hi hagi, de lluny, més vots dipositats que membres de l'electorat.

## Eleccions de 2009

### Resum dels resultats
Resum de les eleccions del 7 de juny de 2009 de la circumscripció Sud en les Eleccions legislatives luxemburgueses de 2009 a la Cambra de Diputats de Luxemburg
| Partit                              | Partit                                      | Vots      | %     | Escons |
| ----------------------------------- | ------------------------------------------- | --------- | ----- | ------ |
|                                     | Partit Popular Social Cristià               | 552,623   | 35.62 | 9      |
|                                     | Partit Socialista dels Treballadors         | 437,043   | 28.17 | 7      |
|                                     | Els Verds                                   | 158,098   | 10.19 | 2      |
|                                     | Partit Democràtic                           | 156,907   | 10.11 | 2      |
|                                     | Partit Reformista d'Alternativa Democràtica | 122,734   | 7.91  | 2      |
|                                     | L'Esquerra                                  | 64,077    | 4.13  | 1      |
|                                     | Partit Comunista                            | 33,550    | 2.16  | -      |
|                                     | Llista dels Ciutadans                       | 26,226    | 1.69  | -      |
| Total                               | Total                                       | 1,551,258 |       | 23     |
| Font: Centre Informatique de l'État |                                             |           |       |        |

## Eleccions de 2004

### Resum dels resultats
Resum de les eleccions del 13 de juny de 2004 de la circumscripció Sud en les Eleccions legislatives luxemburgueses de 2004 a la Cambra de Diputats de Luxemburg
| Partit                              | Partit                                      | Vots      | %    | Escons |
| ----------------------------------- | ------------------------------------------- | --------- | ---- | ------ |
|                                     | Partit Popular Social Cristià               | 574,950   | 35.6 | 9      |
|                                     | Partit Socialista dels Treballadors         | 520,809   | 32.2 | 8      |
|                                     | Els Verds                                   | 165,531   | 10.2 | 2      |
|                                     | Partit Democràtic                           | 153,122   | 9.5  | 2      |
|                                     | Partit Reformista d'Alternativa Democràtica | 136,503   | 8.4  | 2      |
|                                     | L'Esquerra                                  | 36,868    | 2.3  | -      |
|                                     | Partit Comunista                            | 27,058    | 1.7  | -      |
| Total                               | Total                                       | 1,614,841 |      | 23     |
| Font: Centre Informatique de l'État |                                             |           |      |        |

### Diputats escollits

#### Comitè d'Acció per a la Justícia i la Democràcia dels Pensionistes
- Gaston Gibéryen
- Aly Jaerling

#### Partit Popular Social Cristià
- François Biltgen
- Marcel Glesener
- Jean-Marie Halsdorf
- Norbert Haupert
- Jean-Claude Juncker
- Marc Spautz
- Fred Sunnen
- Nelly Stein
- Michel Wolter

#### Partit Democràtic
- Henri Grethen
- Claude Meisch

#### Partit Socialista dels Treballadors
- Jean Asselborn
- Alex Bodry
- John Castegnaro
- Mars Di Bartolomeo
- Lydie Err
- Lucien Lux
- Lydia Mutsch
- Marc Zanussi

#### Els Verds
- Jean Huss
- Claude Turmes

## Eleccions de 1999

### Resum dels resultats
Resum de les eleccions del 13 de juny de 1999 de la circumscripció Sud en les Eleccions legislatives luxemburgueses de 1999 a la Cambra de Diputats de Luxemburg
| Partit                              | Partit                                      | Vots      | %    | Escons |
| ----------------------------------- | ------------------------------------------- | --------- | ---- | ------ |
|                                     | Partit Popular Social Cristià               | 462,365   | 30.3 | 7      |
|                                     | Partit Socialista dels Treballadors         | 454,150   | 29.8 | 7      |
|                                     | Partit Democràtic                           | 234,459   | 15.4 | 4      |
|                                     | Partit Reformista d'Alternativa Democràtica | 145,335   | 9.5  | 2      |
|                                     | Els Verds                                   | 133,534   | 8.7  | 2      |
|                                     | L'Esquerra                                  | 76,105    | 5.0  | 1      |
|                                     | Aliança Verda i Liberal                     | 14,117    | 0.9  | -      |
|                                     | Partit de la Tercera Edat                   | 5,382     | 0.4  | -      |
| Total                               | Total                                       | 1,520,048 |      | 23     |
| Font: Centre Informatique de l'État |                                             |           |      |        |

### Diputats escollits

#### Comitè d'Acció per a la Justícia i la Democràcia dels Pensionistes
- Gaston Gibéryen
- Aly Jaerling

#### Partit Popular Social Cristià
- François Biltgen
- Marcel Glesener
- Jean-Marie Halsdorf
- Jean-Claude Juncker
- Marc Spautz
- Nelly Stein
- Michel Wolter

#### Partit Democràtic
- Eugène Berger
- Henri Grethen
- Gusty Graas
- John Schummer

#### Partit Socialista dels Treballadors
- Jean Asselborn
- Alex Bodry
- Mars Di Bartolomeo
- Lydie Err
- Lucien Lux
- Jacques Poos
- Marc Zanussi

#### Els Verds
- Jean Huss
- Robert Garcia

#### L'Esquerra
- André Hoffmann